# Partenope (Morricone)
Partenope – Musica per la sirena di Napoli (dt.: „Partenope – Musik für die Sirene von Neapel“) ist eine Oper des italienischen Komponisten Ennio Morricone. Das Libretto stammt von Guido Barbieri und Sandro Cappelletto. Sie entstand 1996/97 und wurde 1998 in Palermo uraufgeführt.

## Inhalt
Die Oper handelt von der in Neapel als Stadtgöttin verehrten Sirene Parthenope. Sie ist für die guten Sitten zuständig, begeht aber Selbstmord, als sie in Gefahr gerät, selbst der Liebeslust zu verfallen. Sie fällt an der Stelle auf die Erde, an der anschließend Neapel gegründet wird.

## Besetzung
Die Orchesterbesetzung der Oper enthält die folgenden Instrumente:
- Holzbläser: zwei Flöten, zwei Klarinetten
- Blechbläser: vier Hörner, zwei Trompeten, zwei Posaunen, zwei Tubas
- zwei Harfen
- Schlagzeug (vier Spieler): Pauken, Gc., drei Pt., Cp., zwei Mr., Vbr., Tamburin, Tamburello, C.rullanti, Putipù, Tt., Lastra, Perc. napoletane
- Streicher: Violinen, Violoncelli, Kontrabässe